# خوانا دي بونثيو
خوانا دي بونثيو أو جان من دامارتين (الفرنسية:Jeanne de Dammartin؛ حوالي 1220  - 16 مارس 1279) هي كونتيسة بونثيو (1251-1279) وأومال (1239-1279), وفضلاً عن ذلك كانت ملكة قشتالة وليون القرينة (1237-1352) بزواجها من فرناندو الثالث وهي والدة إليانور ملكة إنجلترا.